# Котово (Новоржевський район)
Котово (рос. Котово) — присілок в Новоржевському районі Псковської області Російської Федерації.
Населення становить 5 осіб. Входить до складу муніципального утворення Виборська волость.

## Історія
Від 2015 року входить до складу муніципального утворення Виборська волость.

## Населення
| 2001 | 2002 | 2010 |
| ---- | ---- | ---- |
| 1    | ↗6   | ↘5   |